# Marta Navarro García
Marta Navarro García (Zaragoza, 1965) es una poeta, narradora y articulista española. Edita el blog sobre cultura y actualidad Entrenómadas. Ha publicado poemas en las revistas culturales Rolde, Luke, Piedra del Molino e Isla de Siltolá.  Ha sido articulista de Diarioaragonés.com. En la actualidad escribe en el diario digital aragonés Arainfo, en la revista feminista Píkara y en el blog sobre derechos animales El caballo de Nietzsche y en El Prismático de Aragón, ambas secciones de eldiario.es. 

## Poesía
*''Hijas de la tormenta'' (Los Libros del Gato Negro, Zaragoza, 2019).
*''Vietnam bajo la cama'' (Amargord, Madrid, 2015).
* ''Ocho islas y un invierno'' (El Desembarco, Sevilla, 2008).
* ''La victoria del heno'' (Premio Victoria Kent, Fundación Victoria Kent de Cádiz, Málaga, 2007).

### Libros colectivos
- Insumisas. Poesía crítica contemporánea de mujeres. (Baile del Sol, Tenerife, 2019).
- Resurgencia. 35 maneras de manar (La Única Puerta a la Izquierda, L.U.P.I., Sestao, Bizkaia, 2018).
- Qué será ser tú. Antología de poesía por la igualdad (Editorial Universidad de Sevilla, 2018).
- Poesía Contracorriente: Poemas (in)surgentes (La Vorágine, Santander, 2017).
- Naciendo en otra especie. Antología de poesía Capital Animal. (Plaza y Valdés Editores, Madrid, 2016). (Edición a cargo de Ruth Toledano y Marta Navarro García).
- Voces del Viento Sur. Surada Poética 2014/2015. 30 poetas de la conciencia crítica. (El Desvelo Ediciones, Santander, mayo de 2016).
- Contra. Poesía ante la represión (Coordinadora Anti Represión, Murcia, abril de 2016).
- Parnaso 2.0. Antología de la Poesía Aragonesa del siglo XXI. (Gobierno de Aragón, Zaragoza, 2016).
- Antiaérea. Encuentro de poetas (Pregunta Ediciones, Zaragoza, octubre de 2015)
- Palabras de Barricada (Queimada Ediciones, Madrid, junio de 2015).
- Tiempo Visible (Editorial Caravansari, mayo de 2015), con fotografías de Edu Barbero.
- En legítima defensa. Poetas en tiempos de crisis (Bartleby, Madrid, 2014)
- Campamento dignidad. Poemas para la conciencia (Baladre y Zambra, Málaga, 2013).
- Poesía en la frontera (March, CIUDAD, 2012)
- YIN, Antología de poetas aragonesas (Olifante, Zaragoza, 2010)
- José Antonio Labordeta: creación, compromiso, memoria (Rolde de Estudios Aragoneses, Zaragoza, 2010).
- I Encuentro de poetas hispanomarroquí (Tetuán-Sevilla, 2009)
- Con buenas palabras (Jirones de azul, Sevilla, 2006).
- Poesía amorosa (Certamen Internacional de Poesía Amorosa del Círculo de Bellas Artes de Palma de Mallorca, 2004)
- Poesía amorosa (Certamen Internacional de Poesía Amorosa del Círculo de Bellas Artes de Palma de Mallorca, 2003).

## Relatos
- Panteras grises (AA.VV., Alarma. Relatos desde el confinamiento, Imperium Ediciones, Zaragoza, 2020).
- La caja de Lua (AA.VV, Brioleta. Encuentro de escritoras aragonesas, Pregunta Ediciones, Zaragoza, 2015).
- Una taza de té para Tía Bridget (Premio XLI Concurso de Cuentos Ciudad de Tudela, 2015) (Traslapuente, revista literaria de la Ribera de Navarra, nº 51, Tudela, mayo de 2015).
- La visita de los Adams (Voyeur. Literatura y erotismo, Ediciones del Viento, 2012), con ilustraciones del pintor Pablo Gallo.

## Premios
- Las lecciones de la señora Kobayashi (Premio XXXIII Concurso de Poesía Ciudad de Tudela, 2017).
- Una taza de té para Tía Bridget (Premio XLI Concurso de Cuentos Ciudad de Tudela, 2015).
- La victoria del heno (Premio Victoria Kent, Fundación Victoria Kent de Cádiz, Málaga, 2007).
- La espalda del viento (accésit del Premio de Poesía Gabriel y Galán, Guijo de Granadilla, Cáceres, 2006).

## Artículos
- En Píkara Magazine.
- En El caballo de Nietzsche de eldiario.es.
- En Diario Aragonés:

1. ¿Y si empezamos de nuevo? http://www.diarioaragones.com/index.php?news=32832
2. Que la vida iba en serio: http://www.diarioaragones.com/especiales/canalcultura/11544-que-la-vida-iba-en-serio.html Archivado el 26 de enero de 2016 en Wayback Machine.
3. Entrevista a Adanowsky: http://www.diarioaragones.com/especiales/canalcultura/15338-adanowsky-obsesionado-por-el-amor.html Archivado el 7 de marzo de 2016 en Wayback Machine.
4. Besos sin plomo: http://www.diarioaragones.com/especiales/canalcultura/18724-besos-sin-plomo.html Archivado el 26 de enero de 2016 en Wayback Machine.
5. Imaginación en tiempo de crisis: http://www.diarioaragones.com/especiales/canalcultura/14617-%E2%80%9Cimaginaci%C3%B3n-en-tiempo-de-crisis%E2%80%9D.html Archivado el 26 de enero de 2016 en Wayback Machine.
6. Contra el maltrato animal: http://www.diarioaragones.com/especiales/canalcultura/16354-contra-el-maltrato-animal.html Archivado el 5 de marzo de 2016 en Wayback Machine.
7. Palabras: http://www.diarioaragones.com/especiales/canalcultura/11971-palabras.html Archivado el 6 de marzo de 2016 en Wayback Machine.
8. Palabras para un toro sin voz: http://www.diarioaragones.com/especiales/canalcultura/46166-%E2%80%9Cpalabras-para-un-toro-sin-voz%E2%80%9D.html Archivado el 26 de enero de 2016 en Wayback Machine.